# Bajów
Bajów (ukr. Баїв) – wieś położona na Ukrainie, w rejonie łuckim, w obwodzie wołyńskim, liczy 658 mieszkańców.